# アイリ (タレント)
アイリ（1989年1月22日 - ） は、日本の女優、ファッションモデル。千葉県出身。
元大相撲力士・大関の若嶋津六夫（2021年12月まで12代二所ノ関・二所ノ関部屋師匠）と、元歌手・タレントの高田みづえ（2021年12月まで二所ノ関部屋女将）夫妻の長女である。兄は元俳優の勝信。Grick株式会社所属。身長162cm。

## 略歴
大学2年生の頃、芸能界入りを志した。両親に相談したところ、母は「あなたの好きなことを応援する」と言ったが、アイリは母が応援側にないことを感じていたと後に振り返っている。
ファッション雑誌『EDGE STYLE』2011年8月号からレギュラーモデルとなり、翌年2012年から舞台女優として活動を始めた。2015年4月、劇団ズッキュン娘第7回公演・舞台『谷間にカンパイ！』で初の主演を務める。
2016年、主演予定だった舞台『シャバダバダ!』を体調不良により降板。
2021年、全米ヨガアライアンス協会 RYT200を修了し、ヨガインストラクターの資格を取得。
2022年3月21日、前年10月に俳優の春山翔と結婚していたことを自身と春山のSNSで公表した。

## 人物
芸能界入りは両親に反対されなかったが、共に口は出さずに見守るタイプのため、逆に気が引き締まったと述べている。
「幼稚園の頃、運動会に部屋の力士が来た」、「相撲部屋育ちのため一般女性に比べて男性の裸に抵抗感が少ない」など幼少時より力士が身近な存在としており、「スー女のサラブレッド」とも呼ばれる。
「知識や経験が生かせたら」と相撲コメンテーターやリポーターなどの仕事もするが、「あくまで本業は芝居」。しかしメディアに出る上では好角家から見ても恥ずかしくない知識でいたいと、日々大相撲メモを付けており、わからないことがあれば審判部長を務めていた父に聞いていた。

## エピソード
幼少期は自身の父である若嶋津を始め、同時代の大関であった琴風、北天佑、朝潮といった大関陣に日常的に囲まれて育ち、家族ぐるみの交流をしてきた。
アイリが20歳の頃、海外に留学していた子も戻ってくるので、久しぶりに集まった。大学生になった琴風の長女と長男がパソコンを使えるので子女達みんなで写真を持ち寄り、親である大関夫妻達を呼んでサプライズで写真の上映会を行った。有希奈（北天佑の次女で元モデル、現・貴景勝夫人）はその上映会で死去した父のことを思い出して泣き、他の大関3人やその子供たちも変わらず集まってくれるのが嬉しかったといい、全員上映会では思い出に浸って泣いていた。

## 出演

### テレビ
- ナカイの窓3時間スペシャル！「芸能人100人集結！年収＆恋愛＆私生活一斉調査SP 第4弾！」（2014年8月6日、日本テレビ）
  - 「ナカイの窓・スー女vsプ女子SP」（2017年11月1日、日本テレビ）[14]
- 踊る!さんま御殿!!「最強の2世タレントSP」（2015年2月17日、日本テレビ）
- ザ!世界仰天ニュース「120％興奮＆超笑い号泣＆驚く4時間SP春の仰天祭り第1弾」（2015年3月25日、日本テレビ）
- アイリの”輸入車選びが楽しくなる（2015年4月9日、5月22日、TOKYO-MX）
- 私の何がイケないの?「芸能人親子涙の初激白2時間SP」（2015年8月3日、TBSテレビ） - 母・高田みづえとスタジオ出演
- 徹子の部屋（2016年2月22日、テレビ朝日） - 母・高田みづえとスタジオ共演
- PON!（不定期出演、日本テレビ） - 相撲関連の話題を扱う日にゲストパネリストとして出演、相撲に関しての解説をすることがある。
- 1周回って知らない話（2017年10月4日、日本テレビ）
- 大相撲中継「大相撲夏場所7日目」（2022年5月14日、NHK総合テレビ）
- 大相撲どすこい研「相撲部屋は力士たちのDNA!?」(2023年7月8日、NHK BS1)

### テレビドラマ
- デート〜恋とはどんなものかしら〜（2015年9月28日、フジテレビ）
- プレミアムよるドラマ「F」（2016年、NHK BSプレミアム）
- ＃セルおつ（2017年5月6日、ABC朝日放送）
- 小河ドラマ 織田信長（2017年3月25日、時代劇専門チャンネル）
- 結婚相手は抽選で（2018年、フジテレビ）
- 仮面ライダージオウ 第5話（2018年9月30日、テレビ朝日） - 保健の先生 役

### ラジオ
- アイリのエンタメ イチオシ！（2014年 ニッポン放送）
- USEN☆BEST HIT STATION「星ひとみのミュージック・オーラ」（2014年11月17日 - 23日、USEN）

### 映画
- 恋するアンチヒーロー THE MOVIE（2019年） - 美樹 役[15]

### 舞台
- 「かたつむり三部作」（笹塚ファクトリー）
  - 其ノ壱「宵待草ノ章」（2012年7月20日- 28日）
  - 其ノ参「彼岸花ノ章」（2012年9月18日 - 23日）
- ディス・ワンダーランド（2013年4月6日 - 14日、青山円形劇場）
- 東京シェアリング（2013年6月7日 - 9日、劇場HOPE）
- "STRAYDOG" Produce「女の子ものがたり」（2013年7月31日 - 8月3日、シアターグリーン）
- "STRAYDOG" Produce「悲しき天使」（2013年11月28日 - 12月1日、SPACE107）
- "STRAYDOG" LIVE（2013年12月20日、初台doors）
- カーズドファミリー〜月島家の人々〜（2014年3月18日 - 23日、銀座みゆき館）
- 「ゴジラ」第32回岸田戯曲賞受賞作品（2014年7月1日 - 6日、新宿シアターモリエール）
- 酔いどれシューベルト（2014年10月8日 - 12日、中野ザ・ポケット）
- "STRAYDOG"「純平、考え直せ」（2014年11月28日 - 30日、紀伊國屋ホール）
- "STRAYDOG" 忘年会LIVE（2014年12月12日、初台DOORS）
- 『刻印』
  - 東京公演（2015年1月14日 - 18日、シアターグリーンBIG TREE THEATER）
  - 広島公演（2015年1月24日 - 25日、アステールプラザ多目的スタジオ）
- 劇団ズッキュン娘第7回公演「谷間にカンパイ！」（2015年4月22日 - 27日、シアター風姿花伝） - 主演
- 西の筺「はじめの筺 -送別会と死神-」（2016年10月7日 - 9日、荻窪だるま座）
- 二重の筺（2017年6月22日 - 25日、アトリエファンファーレ高円寺）

## 掲載

### 雑誌
- EDGE STYLE（2011年 - 2014年、双葉社） - レギュラーモデル